# Жорнина (заказник)
Жорни́на — ентомологічний заказник місцевого значення в Україні. Розташований у межах Мукачівського району Закарпатської області, на північний захід від смт Кольчино. 
Площа 6 га. Статус надано (тимчасово, на 15 років) згідно з рішенням обласної ради від 12 серпня 2011 року № 265. Перебуває у віданні ДП «Мукачівське ЛГ» (квартал 15, виділи 9, 10). 
Статус надано з метою збереження місць оселення рідкісних та зникаючих видів твердокрилих комах, які занесені до Червоної книги України і в Додатки до Бернської конвенції, а також до списку загрожуваних видів Міжнародної спілки охорони природи. Заказник розташований на схилах гори Жорнина (південно-східні відноги гірського масиву Маковиця).